# Mrtvi dječaci detektivi
Mrtvi dječaci detektivi (eng. Dead Boy Detectives) je američka televizijska serija autora Stevea Yockeyja, temeljena na DC-jevom natprirodnom strip serijalu Dead Boy Detectives autora Neila Gaimana i Matta Wagnera.
Serija je u smještena u isti fiktivni svemir serije Sandman: Kralj snova. Premijerno je objavjena 25. travnja 2024. na streaming platformi Netflix.

## Radnja
Serija prati dvoje djece, Charlesa Rowlanda i Edwina Painea, koji su odbili ući u zagrobni život te su odlučili ostati na Zemlji i istraživati zločine koji uključuju natprirodne stvari, sa svojom živom prijateljicom Crystal Palace.

## Glumačka postava
- George Rexstrew kao Edwin Payne, duh detektiv koji je preminuo 1916. godine kao ritualna žrtva Hell silama
- Jayden Revri kao Charles Rowland, Edwinov partner, duh detektiv koji je preminuo 1989. godine od hipotermije i unutarnjeg krvarenja
- Kassius Nelson kao Crystal Palace, vidovnjakinja i medij koja može vidjeti duhove
- Briana Cuoco kao Jenny the Butcher, vlasnica mesnice "Jezik i rep", iznajmljuje sobe iznad svoje mesnice Crystal i Niko
- Ruth Connell kao the Noćna sestra, transdimenzionalno biće, koja vodi odjel "Izgubljeno-nađeno" za rukovanje loše smještenom mrtvom djecom
- Yuyu Kitamura kao Niko Sasaki, šašava Crystalina cimerica koja živi preko puta nje, nakon iskustva bliskoj smrti, počinje vidjeti duhove
- Jenn Lyon kao Esther Finch, besmrtna vještica u Port Townsendu, traži osvetu protiv Mrtvih dječaka detektiva

### Sporedni likovi
- Lukas Gage kao Thomas Kralj Mačaka
- Michael Beach kao Tragic Mick
- Joshua Colley kao Monty, Estherina vrana, kojeg pretvori u mladića koji ima zadatak pratiti Mrtve dječake detektive
- Lindsey Gort kao Maxine
- Caitlin Reilly kao Litty, vila maslačka
- Max Jenkins kao Kingham, vila maslačka
- David Iacono kao David Demon

### Gosti
Ponavljajuće uloge iz televizijske serija Sandman: Kralj snova:
- Kirby Howell-Baptiste kao Smrt
- Donna Preston kao Očaj

## Pregled serije
| Sezona | Sezona | Epizode | Epizode | Originalno emitiranje | Originalno emitiranje |
| Sezona | Sezona | Epizode | Epizode | Premijera             | Finale                |
| ------ | ------ | ------- | ------- | --------------------- | --------------------- |
|        | 1.     | 8       | 8       | 25. travnja 2024.     | 25. travnja 2024.     |

### Prva sezona (2024.)
| Ep. u seriji | Originalni naziv                     | Hrvatski naziv                         | Redatelj           | Datum prikazivanja |
| ------------ | ------------------------------------ | -------------------------------------- | ------------------ | ------------------ |
| 1.           | "The Case of Crystal Palace"         | "Slučaj Crystal Palace"                | Lee Toland Krieger | 25. travnja 2024.  |
| 2.           | "The Case of the Dandelion Shrine"   | "Slučaj svetišta s maslačkovim vilama" | Glen Winter        | 25. travnja 2024.  |
| 3.           | "The Case of the Devlin House"       | "Slučaj kuće obitelji Devlin"          | Cheryl Dunye       | 25. travnja 2024.  |
| 4.           | "The Case of the Lighthouse Leapers" | "Slučaj skakača sa svjetionika"        | Andi Armaganian    | 25. travnja 2024.  |
| 5.           | "The Case of the Two Dead Dragons"   | "Slučaj dvaju mrtvih Zmajeva"          | Amanda Tapping     | 25. travnja 2024.  |
| 6.           | "The Case of the Creeping Forest"    | "Slučaj jezive šume"                   | Glen Winter        | 25. travnja 2024.  |
| 7.           | "The Case of the Very Long Stairway" | "Slučaj vrlo dugog stubišta"           | Richard Speight    | 25. travnja 2024.  |
| 8.           | "The Case of the Hungry Snake"       | "Slučaj gladne zmije"                  | Pete Chatmon       | 25. travnja 2024.  |

## Produkcija
Streaming platforma HBO Max, 3. rujna 2021. naručila je pilot epizodu za potencijalnu seriju, tada zamišljenu kao spin-off serije Patrola prokletih (Doom Patrol). Dana 14. travnja 2022. godine HBO Max je naručio produkciju serije. Serija je premještena s HBO Maxa na Netflix 24. veljače 2023., navodno je premještena zbog nekompatibilnosti s izvršnim direktorima DC Studija Jamesom Gunnom i planovima Petera Safrana da DC serije HBO Maxa budu postavljene u DC Universe, kao i zbog nemogućnosti HBO Maxa da plasira seriju prije 2024. godine. Gaiman je 20. travnja 2023. potvrdio da će serija biti smještena u isti svemir kao i Sandman: Kralj snova.

## Vanjske poveznice
- Mrtvi dječaci detektivi u internetskoj bazi filmova IMDb-a